# Andrea Perroni
Andrea Perroni (Roma, 15 luglio 1980) è un attore, comico, conduttore radiofonico e televisivo italiano.

## Biografia
Animatore nei villaggi turistici, la sua prima apparizione televisiva è del 2003 a Domenica in come imitatore. Nel 2005 entra a far parte della squadra di comici di Colorado Cafè Live, in cui si propone con la sua parodia di Sandro Piccinini. Il successo nella trasmissione gli vale l'ingresso come conduttore della parte comica nella squadra di Guida al campionato fino al 2009. Nel 2011, nel corso della trasmissione Base Luna in onda su Rai 2, Andrea Perroni interpreta diversi ruoli nella trasposizione televisiva della finta soap opera Fiore Calabro, già proposta in radio dallo staff di 610, oltre alla parodia di Flavio Insinna.
Nel 2013 partecipa dapprima a Zelig Off ed in seguito alla trasmissione di cabaret Zelig Circus raccontando, accompagnato dalla sua chitarra, come vengono vissuti i concerti a Roma (tra gli altri quelli di Pino Daniele, Biagio Antonacci, Gianluca Grignani, Eros Ramazzotti e Luciano Ligabue). Dal 2010 inizia la sua esperienza radiofonica a Rai Radio 2 nel programma Radio 2 Social Club affiancando Luca Barbarossa insieme a Virginia Raffaele, esperienza che termina nel 2024 quando è chiamato a condurre Binario 2 di prima mattina su Rai 2. Nel marzo 2015 porta in scena al Teatro Sistina di Roma lo spettacolo Siete tutti invitati.

## Filmografia

### Cinema
- Il ritorno del Monnezza, regia di Carlo Vanzina (2005)
- L'allenatore nel pallone 2, regia di Sergio Martino (2007)
- Tutte lo vogliono, regia di Alessio Maria Federici (2015)
- Dove osano le cicogne, regia di Fausto Brizzi (2025)

### Televisione
- Un medico in famiglia, regia di Isabella Leoni (2004)
- I Cesaroni, regia di Francesco Vicario (2008)

## Doppiaggio
- Gli Sgommati, Sky (2010)

- Troppo cattivi, DreamWorks Animation (2022)

## Televisione
- Colorado Cafè Live (Italia 1, 2005-2006)
- Guida al campionato (Italia 1, 2005-2009)
- Base Luna (Rai 2, 2011)
- Stracult (Rai 2, 2012)
- Zelig Off (Italia 1, 2012)
- Zelig Circus (Canale 5, 2013)
- Zelig (Canale 5, 2014)
- Fan Car-aoke (Rai 2, 2018)
- Ecco Sanremo Giovani (Rai 1, 2018)
- Radio 2 Social Club (Rai 2, 2019-2024)
- Only Fun – Comico Show (Nove, 2022)
- Binario 2 (Rai 2, 2024)

### Radio
- Radio 2 Social Club (Rai Radio 2, 2010-2024)

## Teatro
- Chi mi accontenta... gode di Andrea Perroni e Mario Scaletta (2008)
- Chi mi accontenta... gode e 2 di Andrea Perroni e Mario Scaletta (2009)
- Provare non costa niente di Andrea Perroni e Mario Scaletta (2010)
- Me piace! di Andrea Perroni e Mario Scaletta (2012)
- Imperfetto equilibrio di Andrea Perroni e Stefano Fabrizi (2012)
- Hai capito chi è? di Andrea Perroni e Stefano Fabrizi (2014)
- Siete tutti invitati di Andrea Perroni e Stefano Fabrizi, con la collaborazione di Alessandro Denti (2015)
- Febbre da cavallo di Claudio Insegno (2017)
- Dal Vivo di Andrea Perroni e Matteo Nicoletta (2019)